# Geher-Länderkampf der Männer 1962 Frankreich – BR Deutschland
| 6. Leichtathletik-Länderkampf mit bundesdeutscher Beteiligung 1962 | 6. Leichtathletik-Länderkampf mit bundesdeutscher Beteiligung 1962 |                       |
| ------------------------------------------------------------------ | ------------------------------------------------------------------ | --------------------- |
|                                                                    |                                                                    |                       |
| Geher-Vergleich der Männer: Frankreich – BR Deutschland            |                                                                    |                       |
| Austragungsort                                                     | Paris                                                              |                       |
| Wettbewerbe                                                        | 1                                                                  |                       |
| Datum                                                              | 30. September 1962                                                 |                       |
| 1. FRA 1. FRG                                                      | 11 Punkte                                                          |                       |
| Chronik                                                            |                                                                    |                       |
| ← FRA-FRG (M)                                                      | SUI-FRG 10kampf (M) →                                              | SUI-FRG 10kampf (M) → |

Im sechsten Vergleich des Länderkampfjahres 1962 nutzten auch die bundesdeutschen und französischen Geher das Wochenende am 30. September zu einem ersten Länderkampf miteinander. Ausgetragen wurde die Begegnung wie das zweitägige Aufeinandertreffen der beiden Länder mit den allgemeinen leichtathletischen Disziplinen in Paris.

## Wettbewerbe und Modus
In den Aufeinandertreffen der Geher wurden in der Regel zwei Wettbewerbe ausgetragen. Hier stand jedoch nur ein Straßengehen über zwanzig Kilometer auf dem Programm. Nach den üblichen Regeln kamen von vier Startern die jeweils besten drei in die Wertung. Der erste Rang brachte sieben Punkte, der zweite fünf, der dritte vier usw. Der sechste Platz wurde noch mit einem Punkt belohnt.

## Ergebnis
Als Sieger beendete ein französischer Geher vor zwei bundesdeutschen Vertretern den Wettkampf. In der Gesamtabrechnung der Platzierungen beider Länder nach dem gültigen Wertungsmodus stand am Ende ein Unentschieden mit elf zu elf Punkten.

## Legende
Kurze Übersicht zur Bedeutung der Symbolik – so üblicherweise auch in sonstigen Veröffentlichungen verwendet:
| k. A. | keine Angabe |

## Resultat

### 20-km-Straßengehen
| Platz | Athlet           | Land | Zeit (h)  |
| ----- | ---------------- | ---- | --------- |
| 1     | Henri Delerue    | FRA  | 1:34:10,4 |
| 2     | Kurt Schreiber   | FRG  | 1:36:54,8 |
| 3     | Julius Müller    | FRG  | 1:39:08,4 |
| 4     | Jacques Arnoux   | FRA  | 1:42:10,4 |
| 5     | Sigmuth Halboth  | FRG  | 1:42:58,8 |
| 6     | Gilbert Belin    | FRA  | 1:43:21,6 |
| 7     | Herbert Staubach | FRG  | 1:45:00,2 |
| 8     | Joseph Bouillon  | FRA  | k. A.     |